# Hailles
Hailles és un municipi francès situat al departament del Somme i a la regió dels Alts de França. L'any 2007 tenia 426 habitants.

## Demografia

### Població

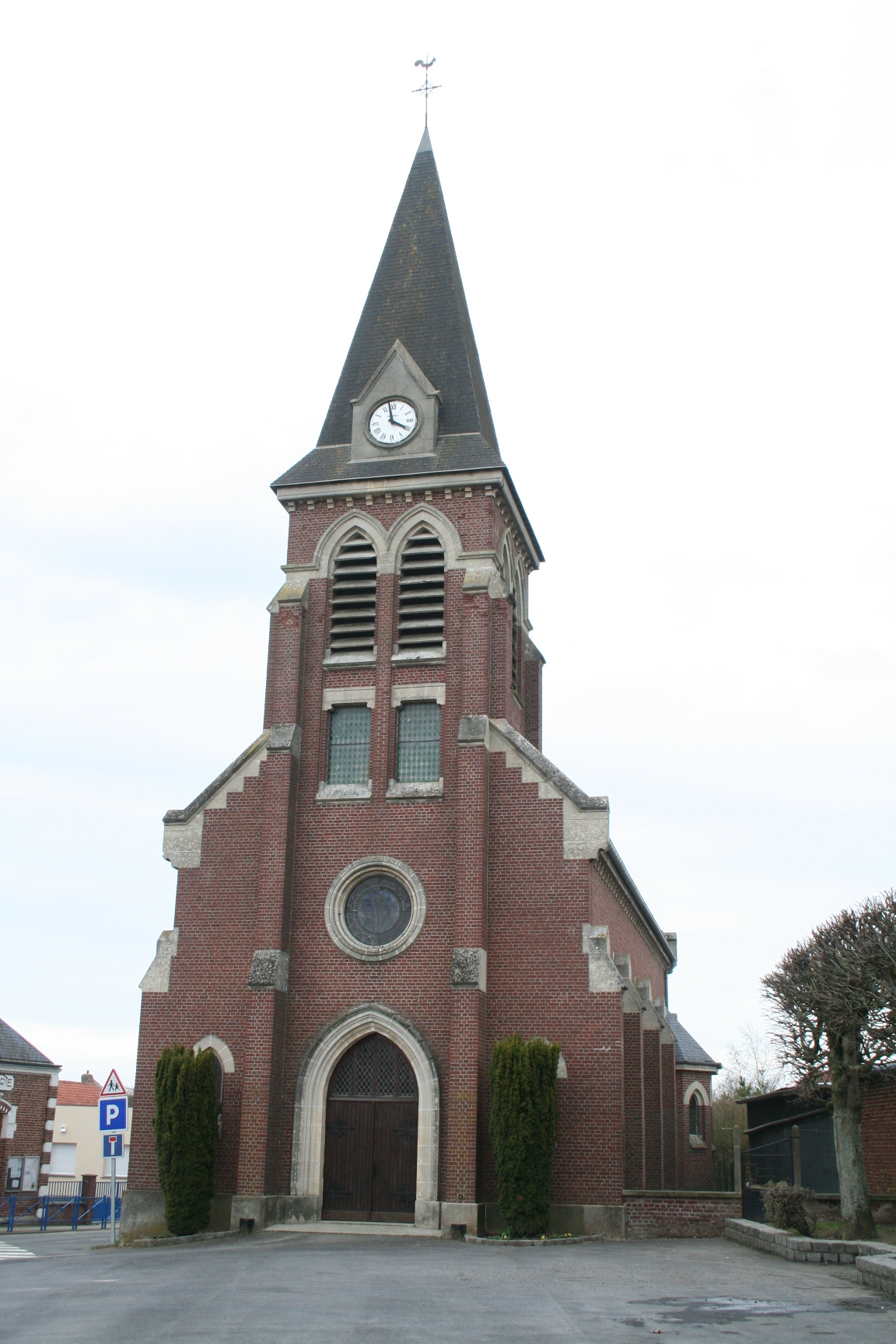

El 2007 la població de fet de Hailles era de 426 persones. Hi havia 154 famílies de les quals 26 eren unipersonals (13 homes vivint sols i 13 dones vivint soles), 44 parelles sense fills, 75 parelles amb fills i 9 famílies monoparentals amb fills.
La població ha evolucionat segons el següent gràfic:
Habitants censats

### Habitatges

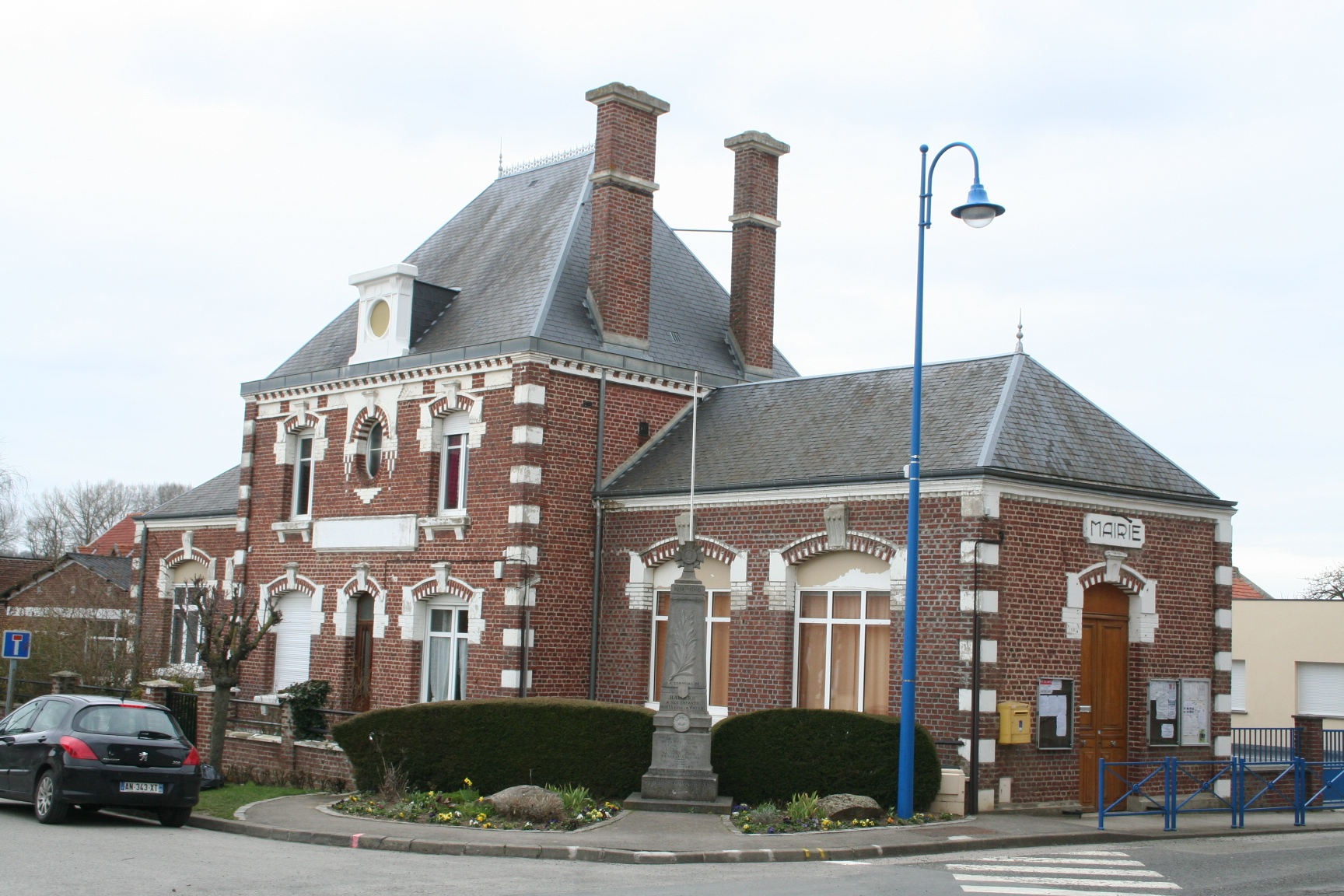

El 2007 hi havia 170 habitatges, 162 eren l'habitatge principal de la família, 2 eren segones residències i 6 estaven desocupats. 165 eren cases i 4 eren apartaments. Dels 162 habitatges principals, 147 estaven ocupats pels seus propietaris, 11 estaven llogats i ocupats pels llogaters i 3 estaven cedits a títol gratuït; 2 tenien una cambra, 9 en tenien dues, 19 en tenien tres, 42 en tenien quatre i 90 en tenien cinc o més. 133 habitatges disposaven pel capbaix d'una plaça de pàrquing. A 44 habitatges hi havia un automòbil i a 99 n'hi havia dos o més.

### Piràmide de població
La piràmide de població per edats i sexe el 2009 era:
| Homes | Edats   | Dones |
| ----- | ------- | ----- |
| 0     | 95 o +  | 0     |
| 0     | 90 a 94 | 0     |
| 0     | 85 a 89 | 0     |
| 4     | 80 a 84 | 0     |
| 4     | 75 a 79 | 12    |
| 0     | 70 a 74 | 4     |
| 8     | 65 a 69 | 8     |
| 4     | 60 a 64 | 8     |
| 12    | 55 a 59 | 4     |
| 8     | 50 a 54 | 4     |
| 20    | 45 a 49 | 20    |
| 12    | 40 a 44 | 16    |
| 20    | 35 a 39 | 8     |
| 12    | 30 a 34 | 28    |
| 12    | 25 a 29 | 4     |
| 8     | 20 a 24 | 8     |
| 12    | 15 a 19 | 4     |
| 8     | 10 a 14 | 20    |
| 24    | 5 a 9   | 4     |
| 20    | 0 a 4   | 0     |

## Economia
El 2007 la població en edat de treballar era de 280 persones, 208 eren actives i 72 eren inactives. De les 208 persones actives 202 estaven ocupades (104 homes i 98 dones) i 6 estaven aturades (2 homes i 4 dones). De les 72 persones inactives 29 estaven jubilades, 21 estaven estudiant i 22 estaven classificades com a «altres inactius».

### Ingressos
El 2009 a Hailles hi havia 170 unitats fiscals que integraven 436 persones, la mediana anual d'ingressos fiscals per persona era de 21.422 €.

### Activitats econòmiques
Dels 4 establiments que hi havia el 2007, 1 era d'una empresa de construcció, 1 d'una empresa de transport, 1 d'una empresa de serveis i 1 d'una entitat de l'administració pública.
L'únic servei als particulars que hi havia el 2009 era un guixaire pintor.
L'any 2000 a Hailles hi havia 8 explotacions agrícoles que ocupaven un total de 225 hectàrees.

## Equipaments sanitaris i escolars
El 2009 hi havia una escola elemental integrada dins d'un grup escolar amb les comunes properes formant una escola dispersa.

## Poblacions més properes
El següent diagrama mostra les poblacions més properes.